# St. Pankratius (Ramsach, Penzing)

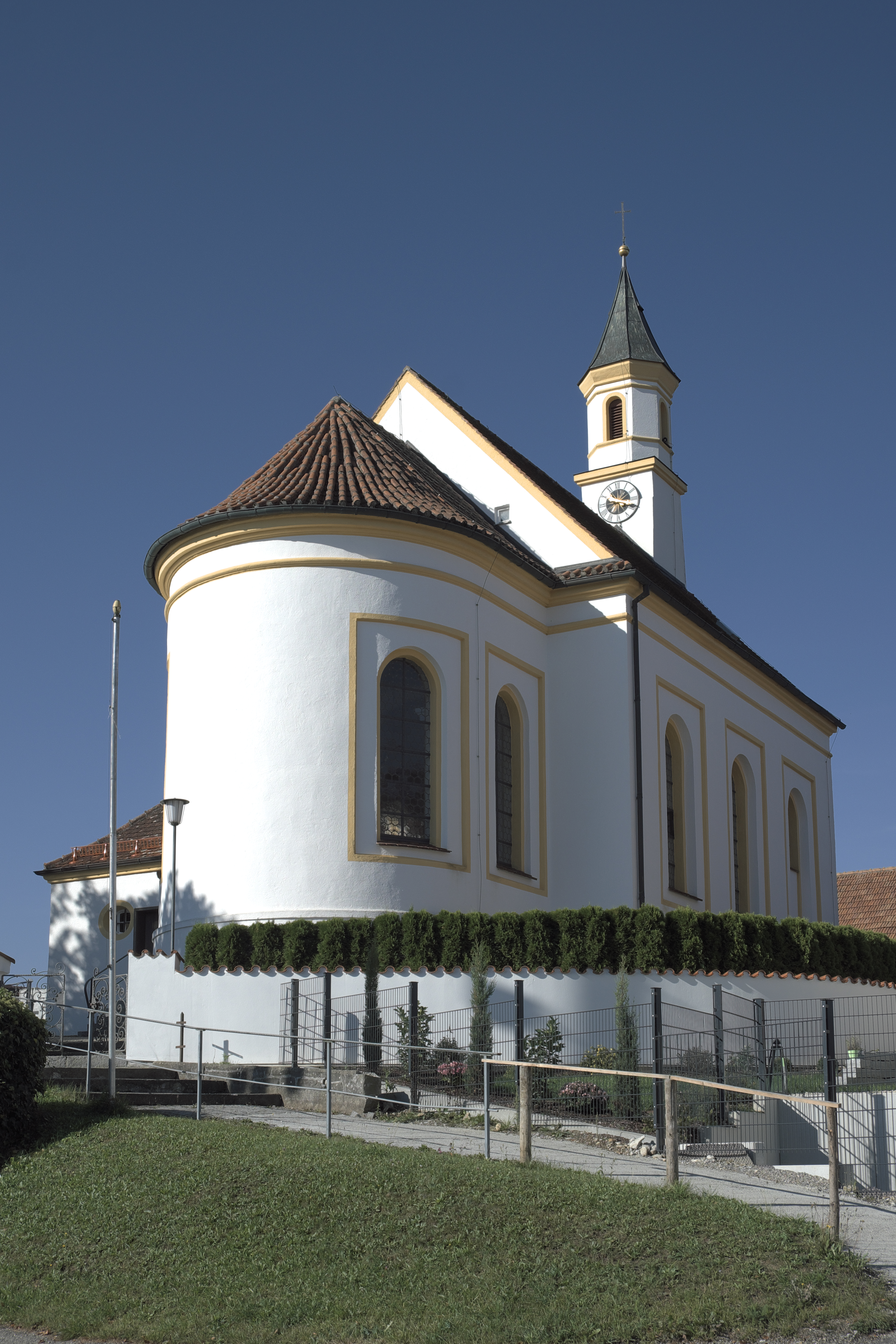
Filialkirche St. Pankratius

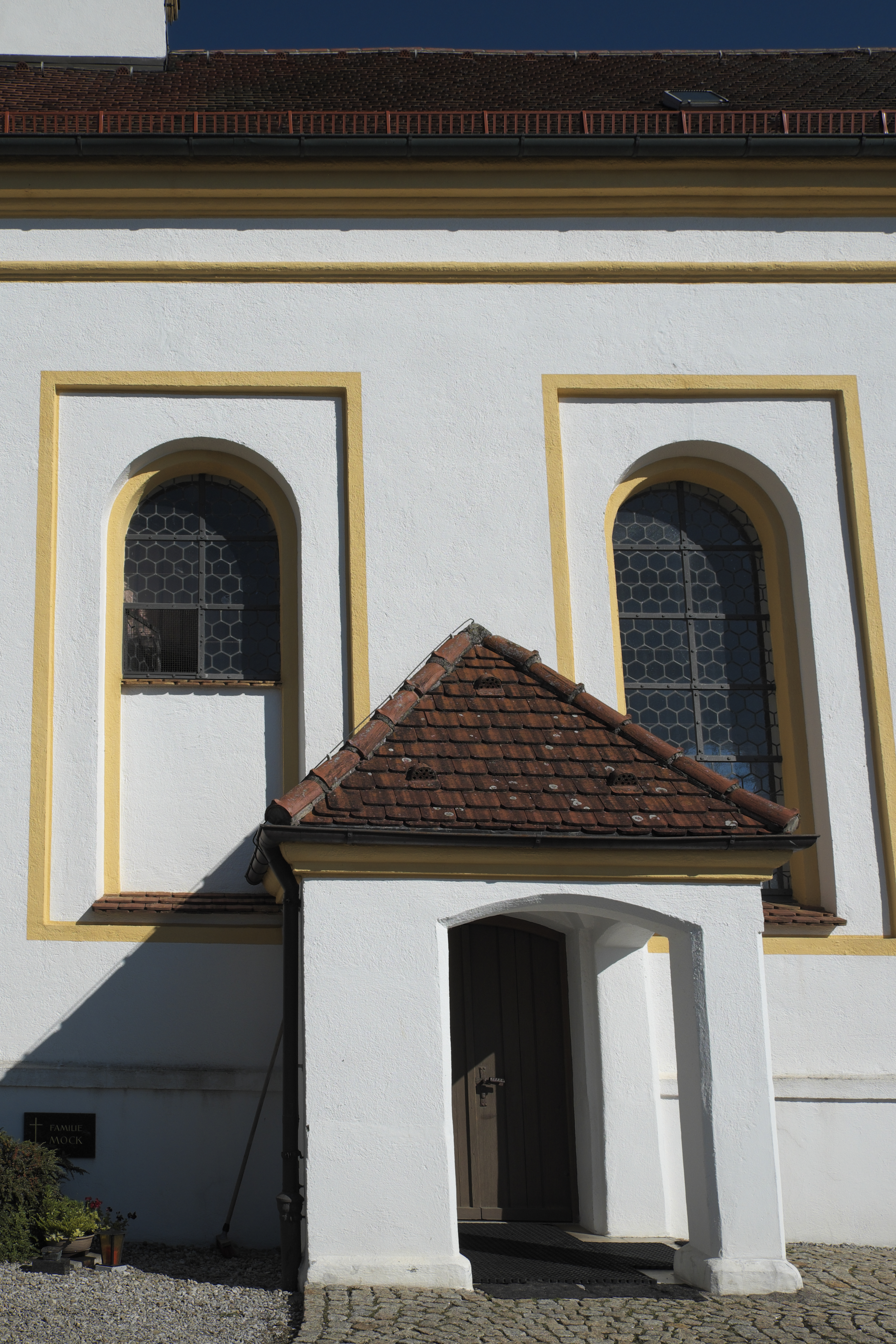
Vorzeichen

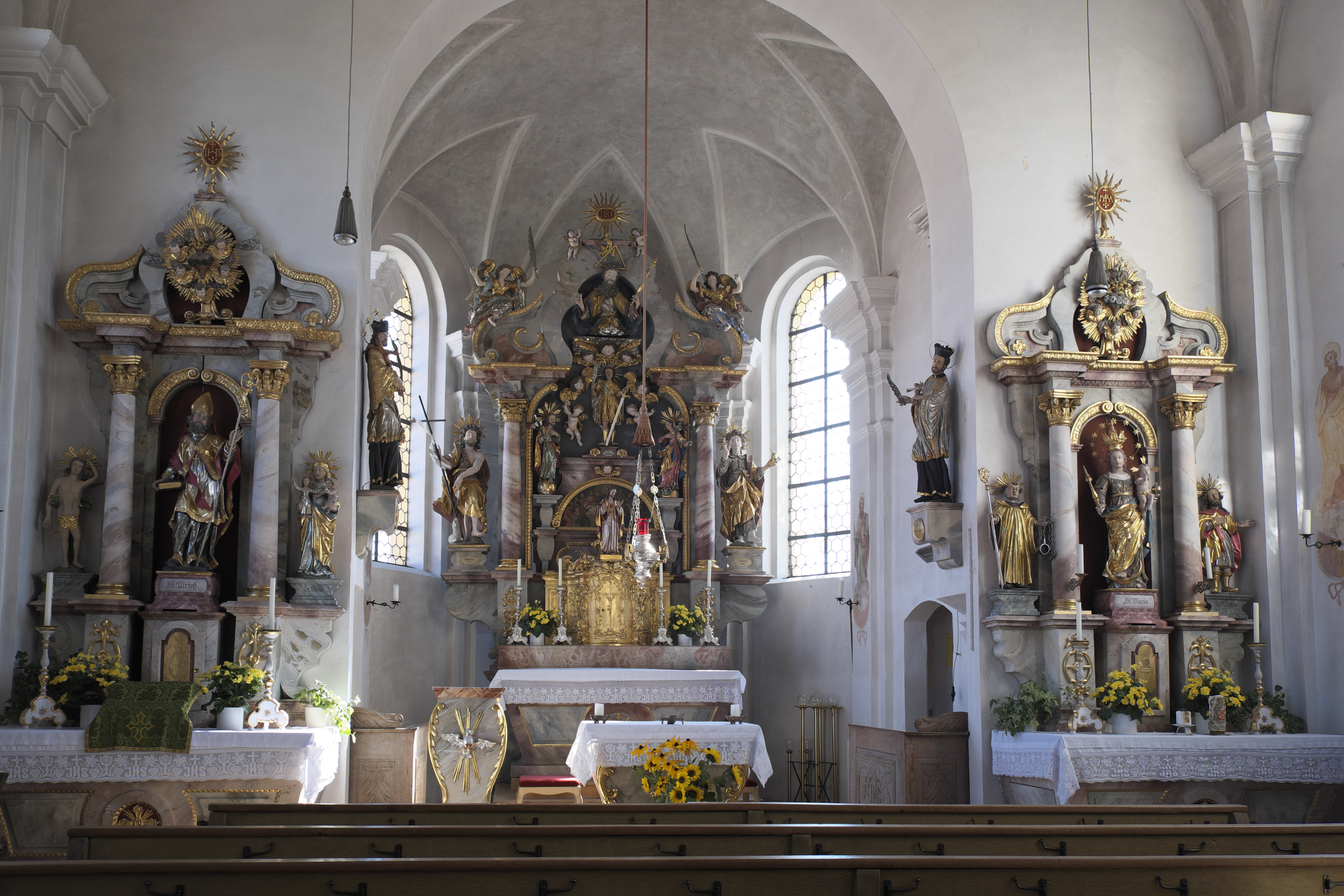
Innenraum

Die katholische Filialkirche St. Pankratius in Ramsach, einem Ortsteil der Gemeinde Penzing im oberbayerischen Landkreis Landsberg am Lech, ist ein spätbarocker Kirchenbau, der im frühen 18. Jahrhundert an der Stelle einer älteren Vorgängerkirche errichtet wurde. Die Kirche ist dem heiligen Pankratius geweiht, einem römischen Märtyrer, der als einer der fünf Eisheiligen verehrt wird.

## Geschichte
Im Jahr 1554 wird die Ramsacher Kirche erstmals erwähnt. Während des Dreißigjährigen Krieges wurde sie schwer beschädigt und ab 1711 ein Neubau begonnen. Vermutlich war der Bau 1719 fertiggestellt, worauf die Jahreszahl am Dachstuhl schließen lässt. Die Kirche St. Pankratius zählt zu den ersten eigenständigen Kirchenbauten von Joseph Schmuzer. Auftraggeber des Baus war entweder des Klosters Wessobrunn oder der Besitzer der Hofmark Windach.

## Architektur

### Außenbau
Die Außenmauern werden von flachen, rechteckigen Blendfeldern gegliedert, in die große Rundbogenfenster mit gestufter Laibung eingeschnitten sind. Über dem Westgiebel erhebt sich ein Dachreiter mit oktogonalem Aufbau, die ursprüngliche Zwiebelhaube wurde im 19. Jahrhundert durch einen Spitzhelm ersetzt. An der Südseite des Langhauses ist ein offenes Vorzeichen mit Walmdach angebaut.

### Innenraum
Das Langhaus, ein dreiachsiger Saalraum, wird von einer flachen Stichkappentonne gedeckt, die auf toskanischen Pilastern aufliegt. Es mündet im Osten in einen eingezogenen, halbrund geschlossenen Chor, der ebenfalls von einer Stichkappentonne gedeckt wird. Den westlichen Abschluss des Langhauses bildet eine Doppelempore, deren oberes Geschoss 1829 hinzugefügt wurde.

## Apostelzyklus
An den Wänden von Langhaus und Chor ist ein Apostelzyklus aufgemalt, der aus der Zeit um 1720 stammt und 1980 wieder freigelegt wurde.

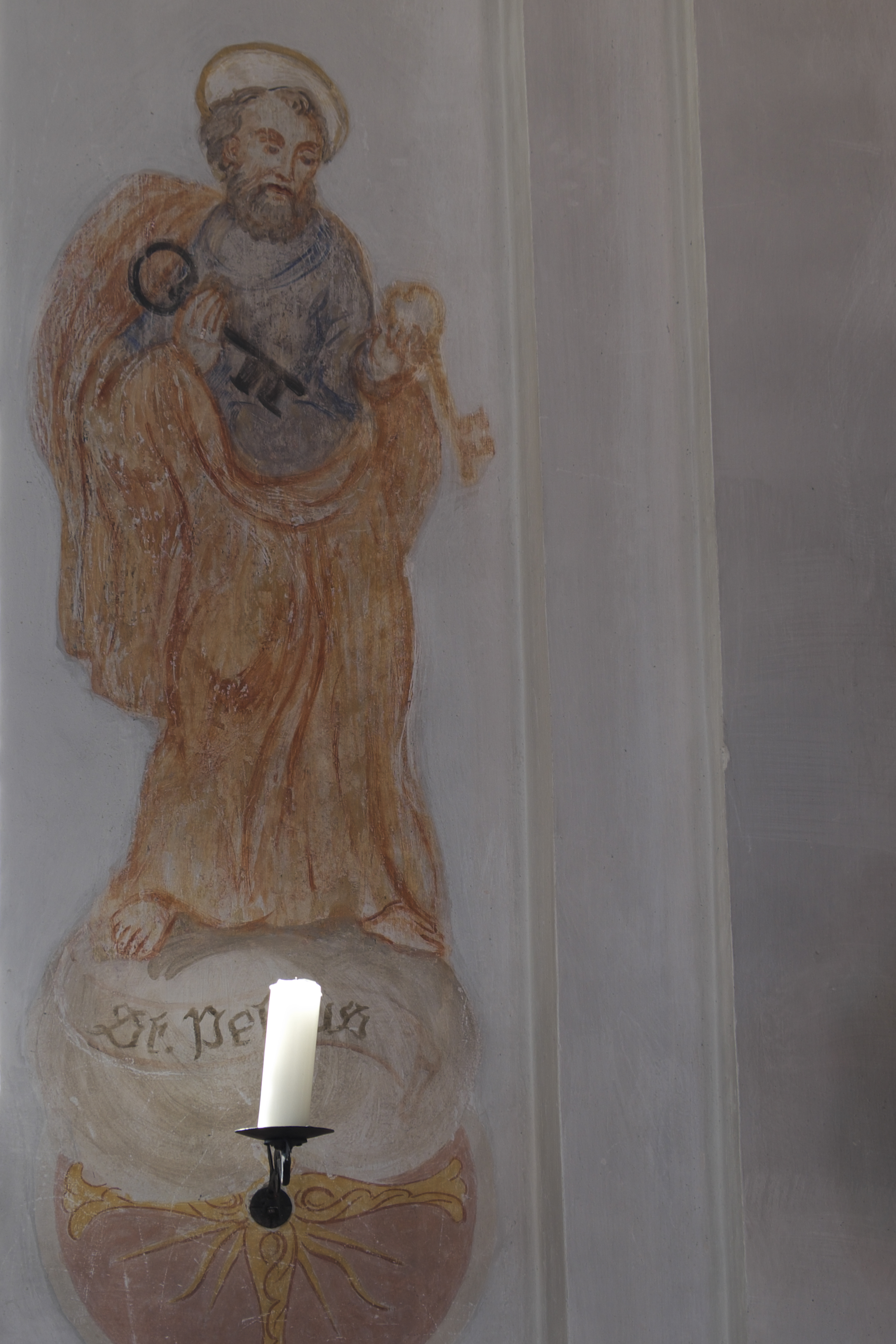
Apostel Petrus
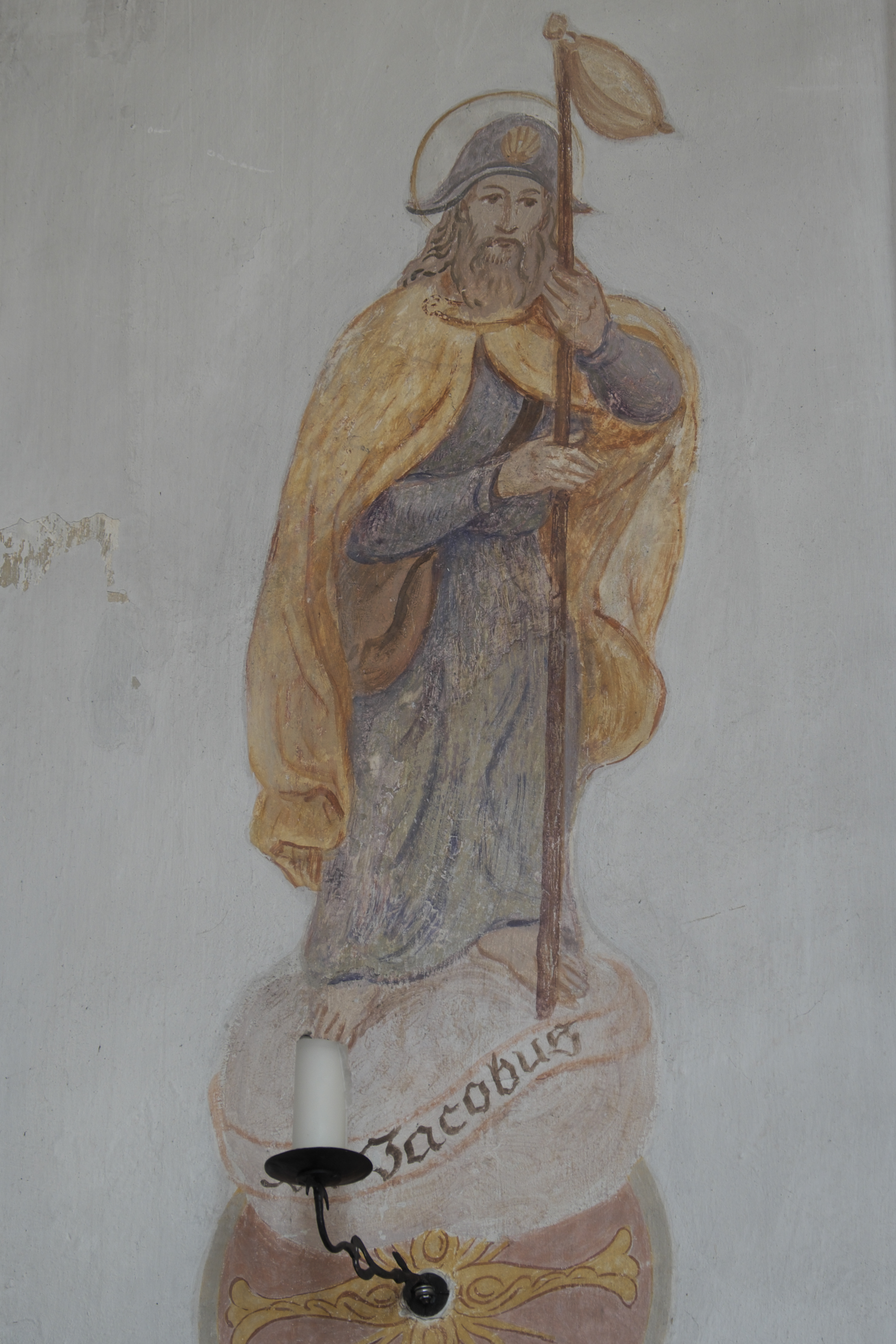
Apostel Jakobus
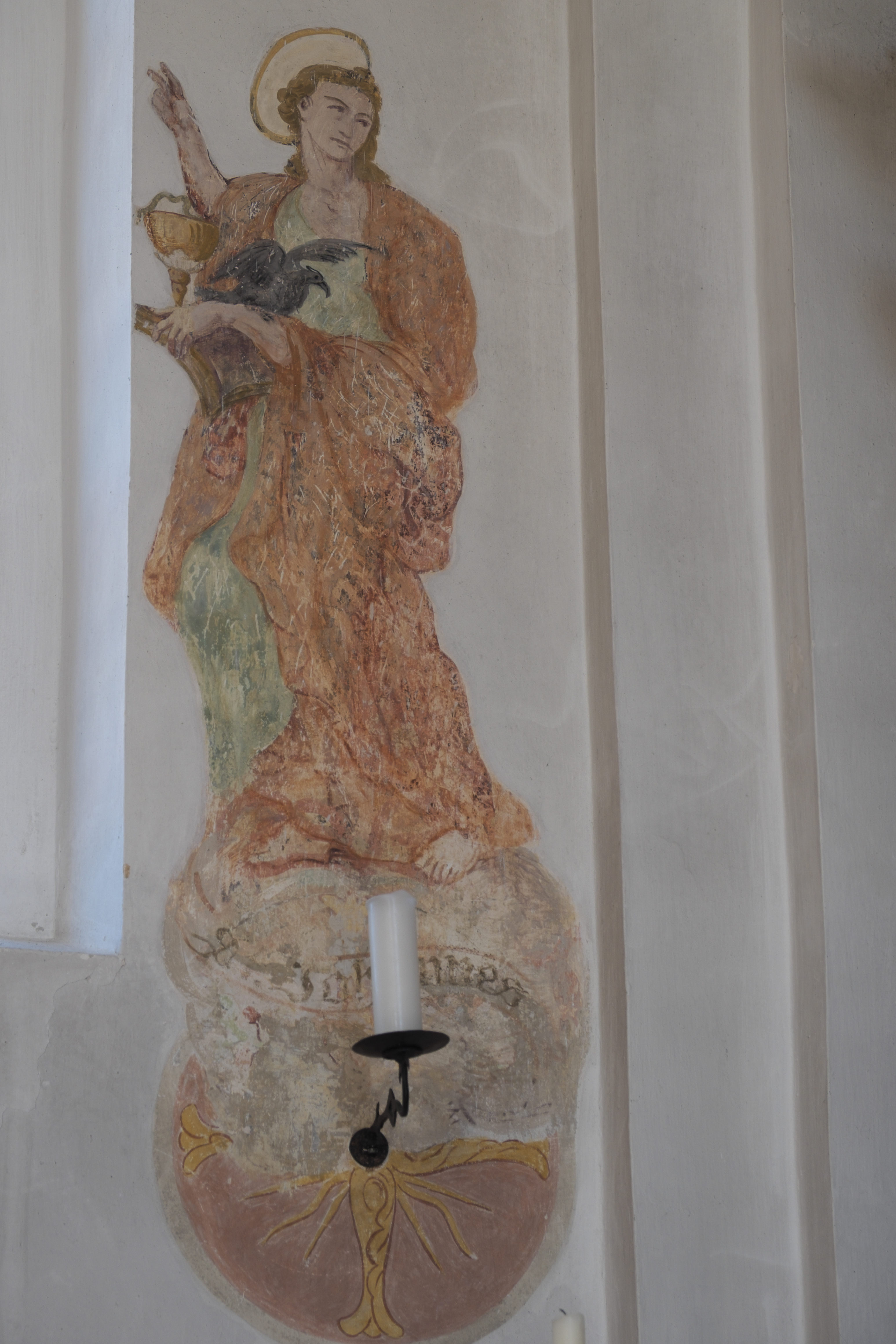
Apostel Johannes
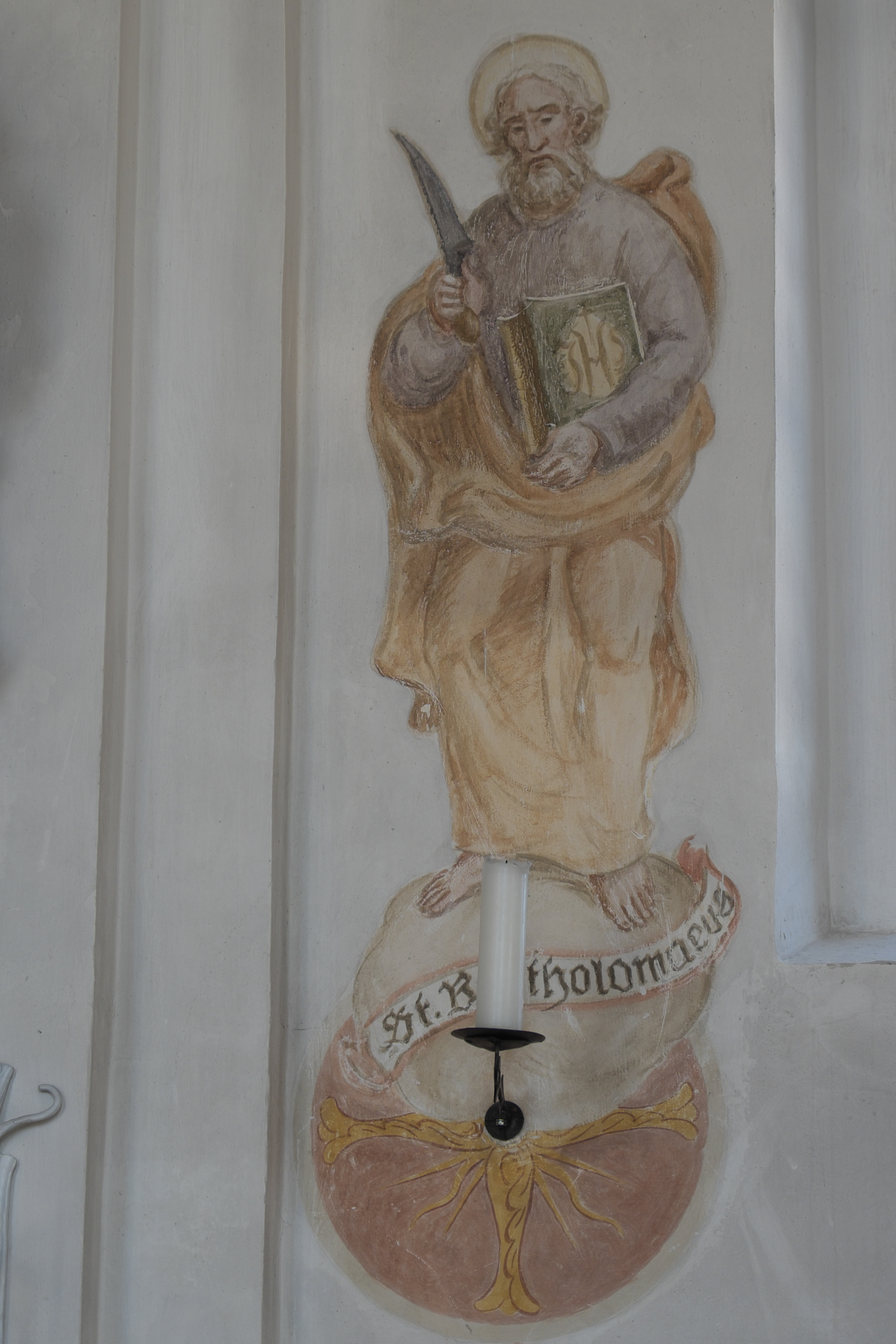
Apostel Bartholomäus

## Ausstattung

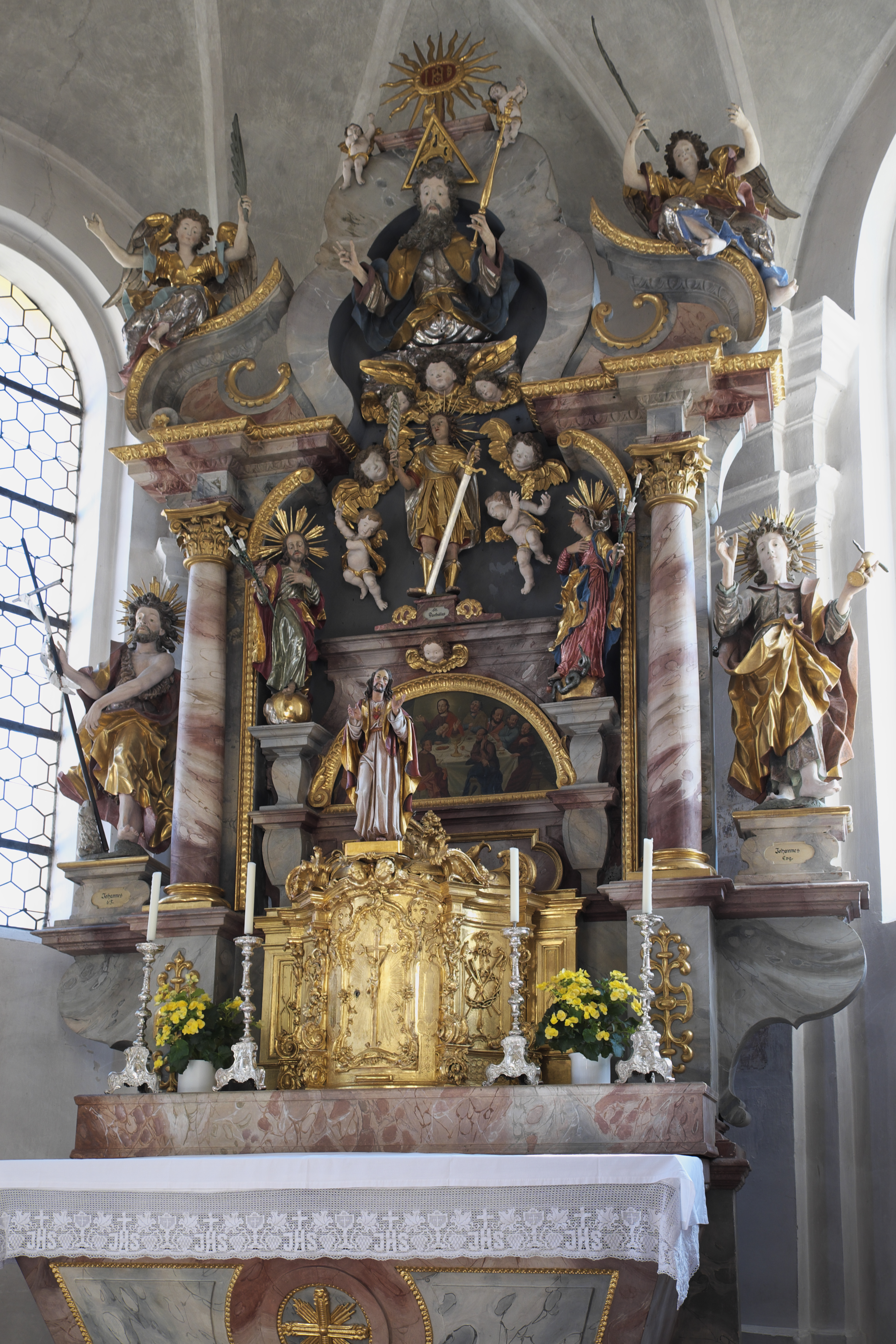
Hochaltar

- Der Hochaltar und die beiden Seitenaltäre stammen aus der Erbauungszeit der Kirche. Alle drei Altäre haben einen zweisäuligen Aufbau. Die zentrale Figur des Hochaltars, der heilige Pankratius, der Schutzpatron der Kirche, wird Lorenz Luidl zugeschrieben, ebenso die seitlichen Figuren des Johannes des Täufers und des Evangelisten Johannes sowie Gottvater im Auszug und die beiden Engel der Altarbekrönung. Die Figur des heiligen Josef mit der Lilie in der Hand und Maria Immaculata zu Füßen des heiligen Pankratius gelten als Arbeiten seines Sohnes Johann. Der vergoldete Tabernakel ist im Stil des Rokoko ausgeführt. Die Hauptfiguren der Seitenaltäre, links der heilige Ulrich und rechts eine Mondsichelmadonna, sind Werke des Spätbarock.
- Die farbig gefasste Schnitzfigur der Anna selbdritt am nördlichen Seitenaltar stammt aus spätgotischer Zeit und wurde später überarbeitet.
- Die beiden Figuren am Chorbogen, links Johannes Nepomuk und rechts der heilige Franz Xaver, stammen aus dem zweiten Viertel des 18. Jahrhunderts und werden Johann Luidl zugeschrieben.
- In die gleiche Zeit datiert wird auch die schmerzhafte Muttergottes unter dem Kruzifix an der südlichen Langhauswand.
- Das farbig gefasste Kruzifix ist ein Werk der Spätgotik und stammt aus der Zeit um 1520/30.
- Der Kerkerheiland in der Wandnische daneben stammt aus dem Spätbarock.
- Das Chorgestühl und die Kirchenbänke wurden um 1845 geschaffen.

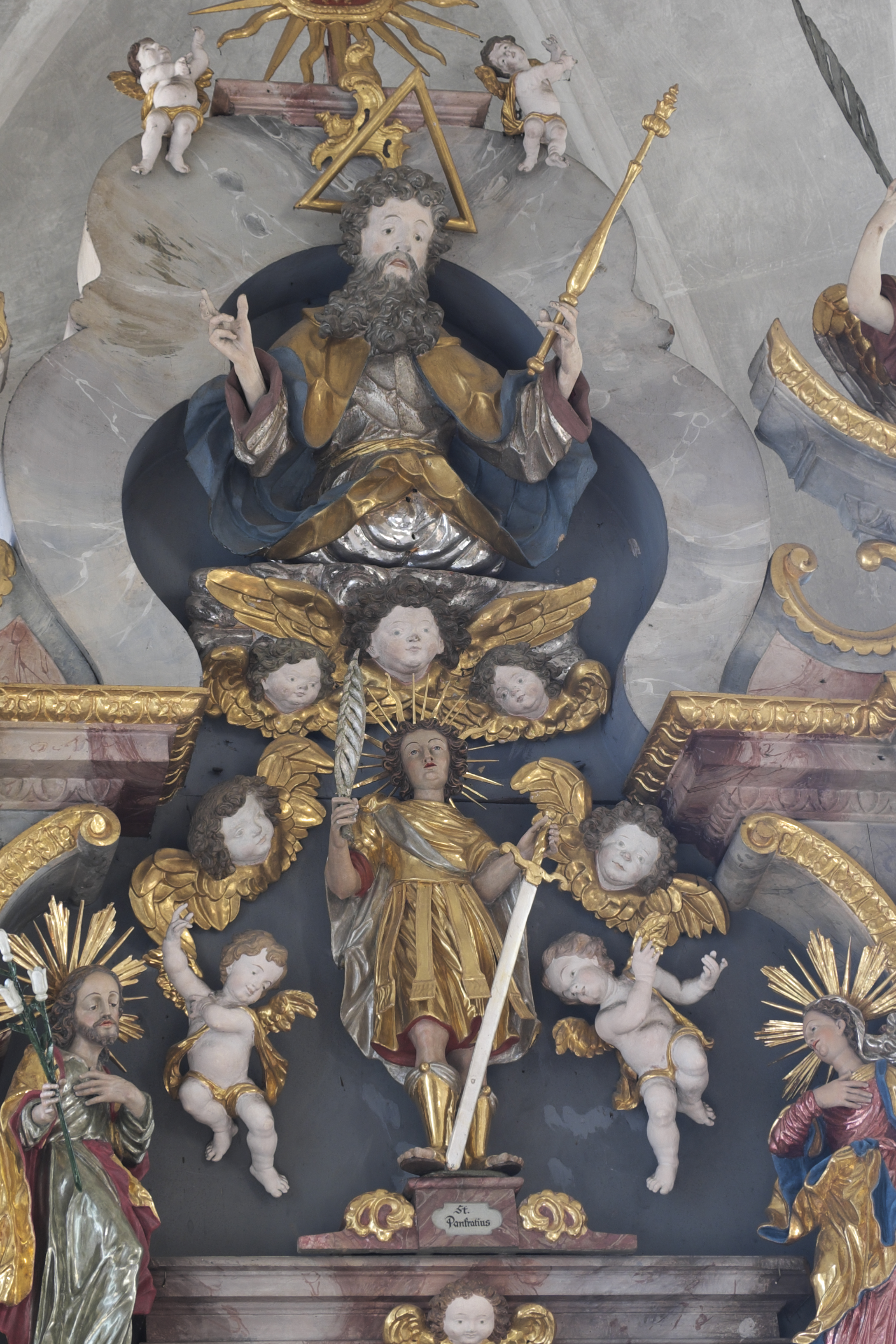
Hochaltar, heiliger Pankratius und Gottvater
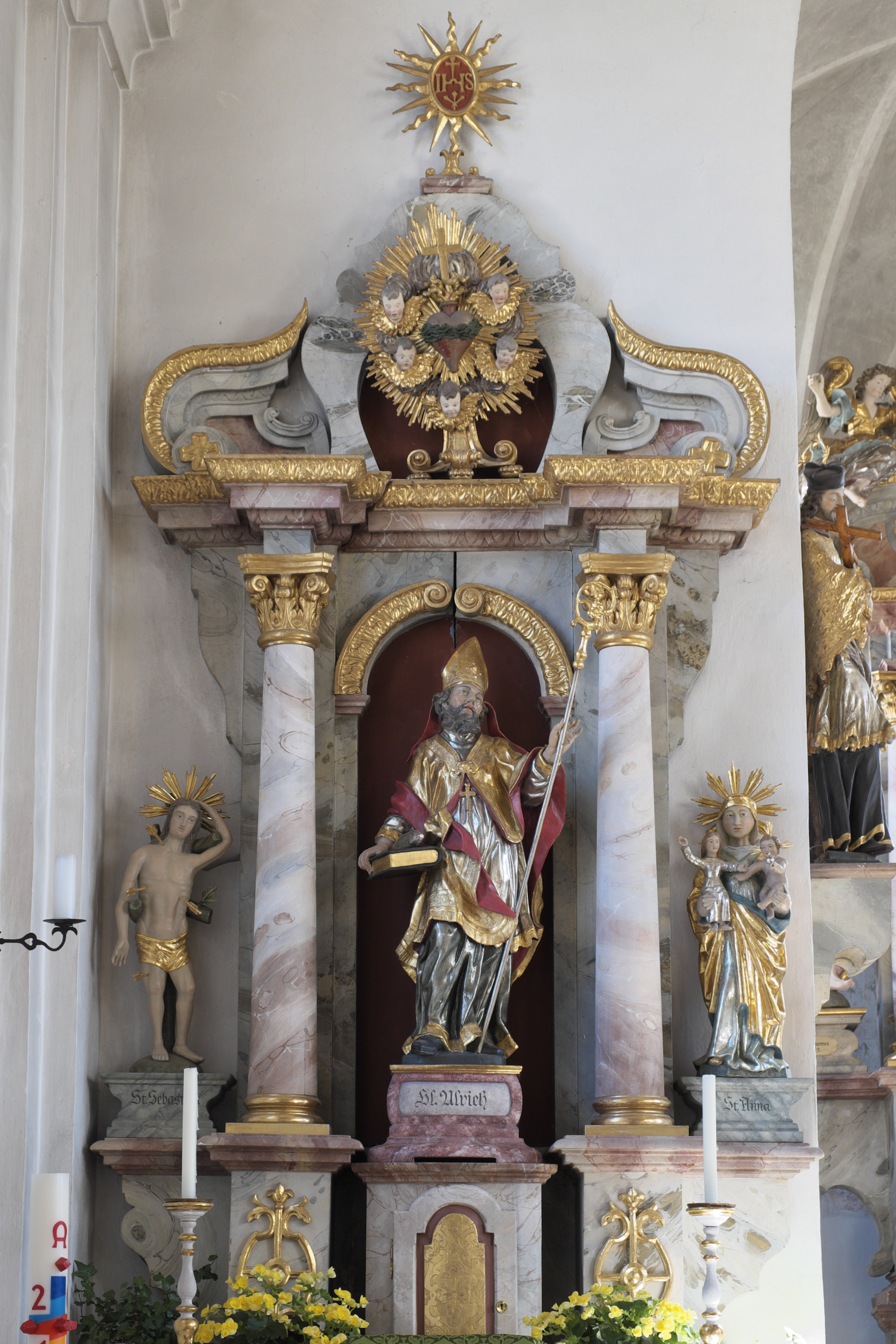
Nördlicher Seitenaltar, heiliger Ulrich (Mitte), heiliger Sebastian (links), Anna selbdritt (rechts)
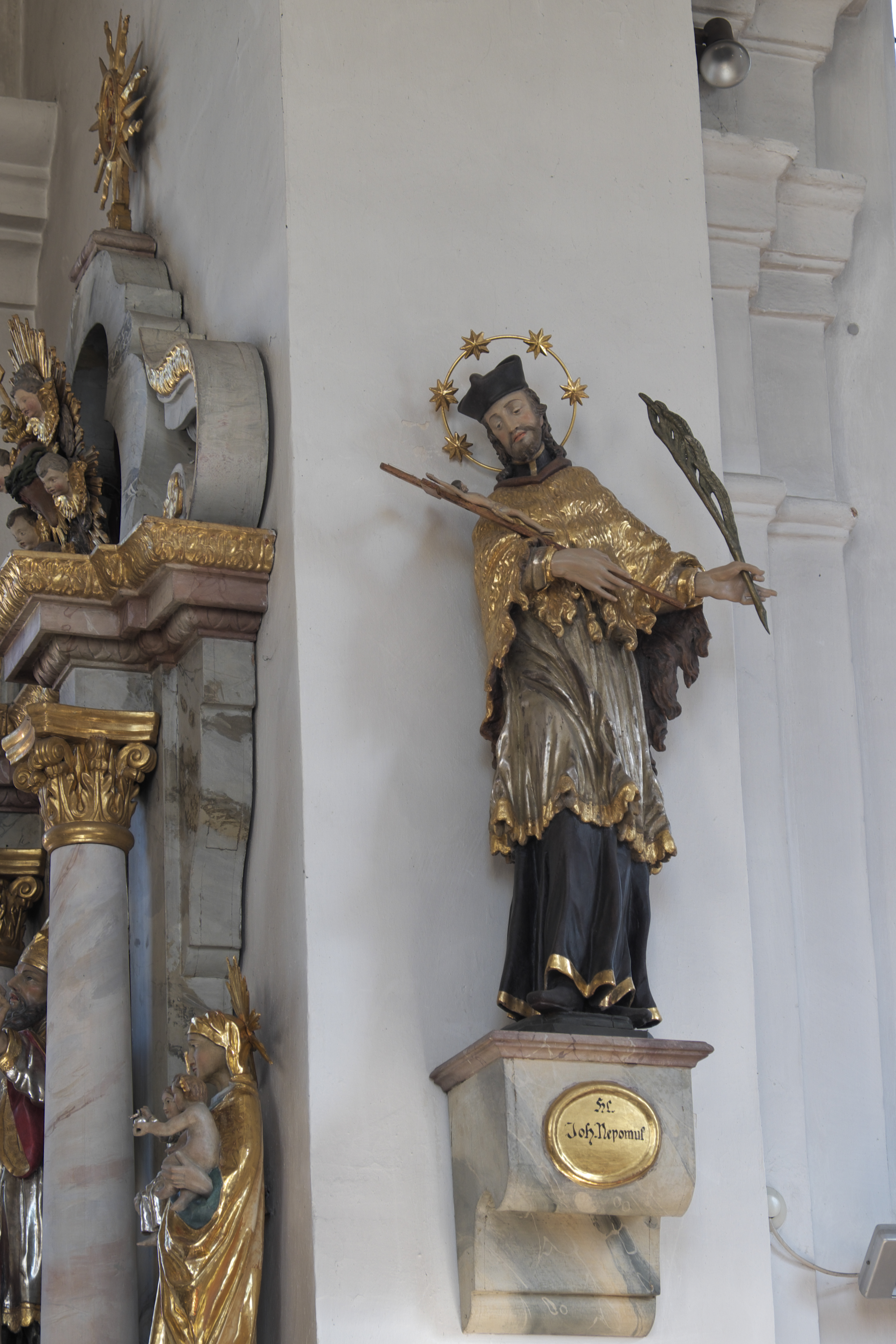
Johannes Nepomuk
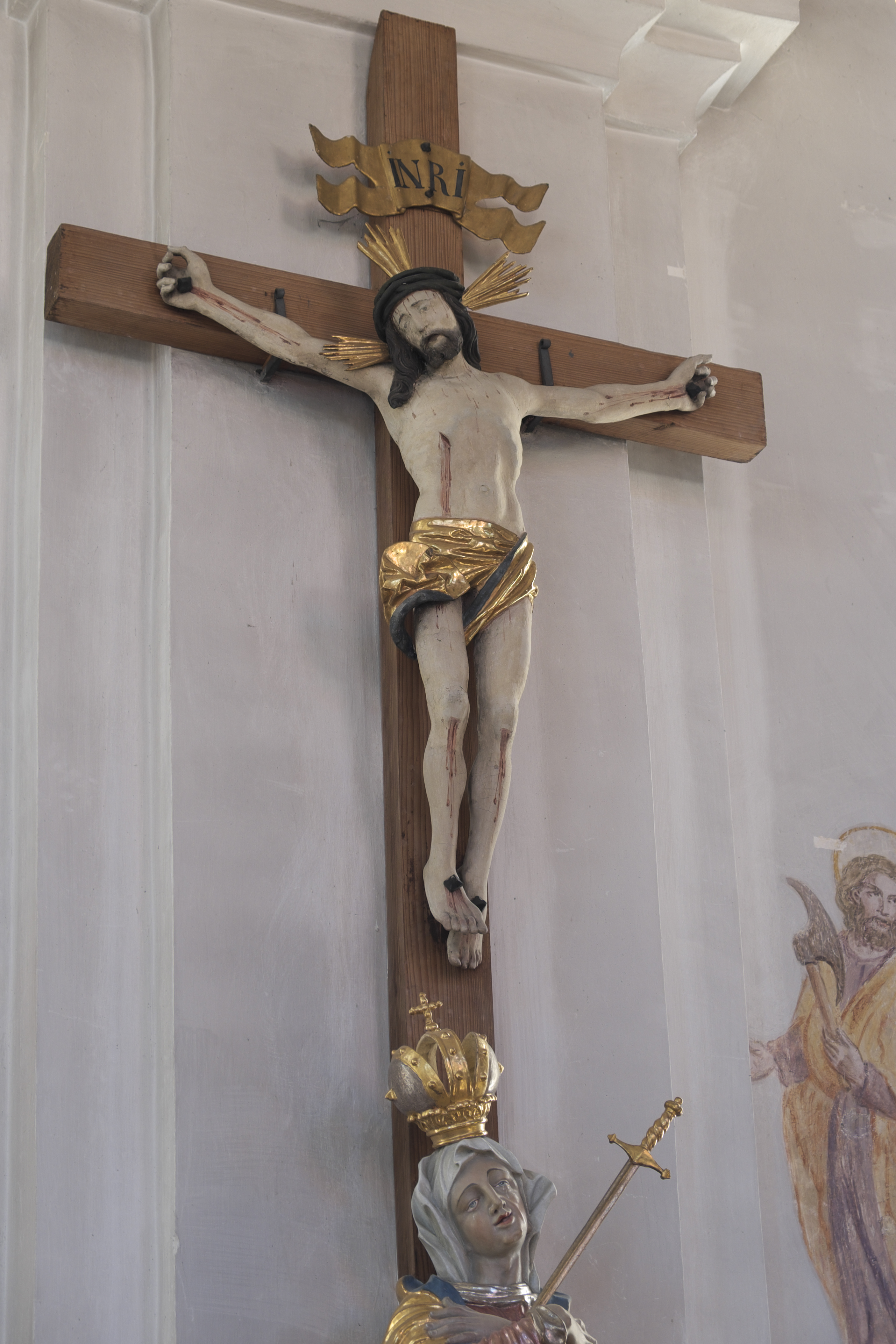
Kruzifix